# El Abiodh Sidi Cheikh
El Abiodh Sidi Cheikh är en ort i Algeriet.   Den ligger i provinsen El Bayadh, i den norra delen av landet, 500 km sydväst om huvudstaden Alger. El Abiodh Sidi Cheikh ligger 903 meter över havet och antalet invånare är 39 283.
Terrängen runt El Abiodh Sidi Cheikh är huvudsakligen platt, men åt nordväst är den kuperad. Runt El Abiodh Sidi Cheikh är det mycket glesbefolkat, med 2 invånare per kvadratkilometer. Trakten runt El Abiodh Sidi Cheikh är ofruktbar med lite eller ingen växtlighet.